# Osynlig (roman)
Osynlig är en roman av den amerikanske författaren Paul Auster utgiven 2009. Den utkom i svensk översättning 2010.
Romanen är indelad i fyra delar som rör sig mellan olika berättarröster och tidsplan. Handlingen tar sin början år 1967. Tjugoårige Adam Walker studerar i New York och drömmer om att bli poet när han möter den gåtfulle europén Rudolf Born och dennes förförande flickvän Margot. Efter att ha fått ett oemotståndligt erbjudande om att bli redaktör för en litteraturtidskrift blir Walker indragen i ett triangeldrama med våldsamma konsekvenser.

## Mottagande
New York Times ansåg att Osynlig är "den bästa roman Paul Auster någonsin har skrivit". The Sunday Times tyckte att "kombinationen av yttersta noggrannhet, psykologiskt djup, berättelsens tyngd och dess undertoner är mästerlig".

## Källa
- Paul Auster Osynlig Albert Bonniers förlag 2010 ISBN 978-91-0-012466-3